# Das Haus der Unschuld
Das Haus der Unschuld è un film muto del 1919 prodotto e diretto da Friedrich Zelnik.

## Produzione
Il film fu prodotto da Friedrich Zelnik per la Berliner Film-Manufaktur GmbH.

## Distribuzione
Uscì nelle sale cinematografiche tedesche nel 1919.